# Edmond Vermeil
Pour les articles homonymes, voir Vermeil (homonymie).
Edmond-Joachim Vermeil, né le 29 mai 1878 à Vevey et mort le 14 avril 1964 à Paris, est un universitaire français spécialiste de l’histoire et de la civilisation allemande. Protestant libéral, il contribua au développement du versant civilisationnel de la germanistique française.

## Biographie
Fils d'un négociant protestant dont la famille est originaire du village de Congénies dans le Gard en Vaunage où il passe son enfance et sa petite scolarité, et suisse par sa mère, née près de Vevey. Edmond Vermeil entre au lycée à Montpellier puis à Nîmes. Il obtient son agrégation en 1904 et épouse la même année Madeleine Michel, fille de l'historien d'art et conservateur du musée du Louvre André Michel. Par la suite, il part en Allemagne comme lecteur à l'université de Göttingen de 1904 à 1907. Il rentre à Paris et enseigne la langue et la culture allemande à l'École alsacienne. Il passe sa thèse en 1912 sous la direction de Charles Andler, elle est consacrée à l'historien et au théologien Johann Adam Möhler. Lorsque la Première Guerre mondiale éclate, il est enrôlé dans l'infanterie, mais rejoint les services de renseignements après avoir été blessé . Il devient professeur d’histoire de la civilisation allemande à l’université de Strasbourg de 1919 à 1933, puis à partir de 1933 professeur d’histoire de la culture allemande à l’université de Paris, et a notamment pour élèves Joseph Rovan et Alfred Grosser.
Spécialiste de la « révolution conservatrice » allemande, il tente en vain, à la fin des années 1930, d’alerter les élites intellectuelles et politiques françaises sur le danger nouveau que représentent l’idéologie et le régime de Hitler dans Doctrinaires de la révolution allemande 1918-1938 (1939) et L’Allemagne. Essai d’explication (1940), livre saisi et détruit par les autorités d’Occupation et réédité en 1945. Il définit le nazisme comme un antilibéralisme radical, animé par un « dynamisme illimité », utilisant la « mobilisation totale » des temps de guerre en pleine paix, afin d’unifier, d’abord, les Allemands, puis l’Europe sous sa domination raciste. Il rejoint le groupe de résistants à Montpellier puis rejoint le général de Gaulle à Londres.
Une fois la guerre terminée, il reprend son poste de professeur à la Sorbonne. Il préside la Commission de rééducation du peuple allemand et anime le Comité français d’échanges avec l’Allemagne nouvelle. Sa retraite universitaire, intervenue en 1951, n'interrompt pas son activité intellectuelle et militante, puisqu'il intervient à partir de cette date à l’Institut d'études politiques de Paris et qu'il collabore à la fois avec la revue La Pensée, revue intellectuelle éditée par le Parti communiste français, et avec la revue protestante Christianisme social. Sensible aux luttes anticoloniales, il fait également partie, en 1955, des fondateurs du Comité d’action des intellectuels contre la poursuite de la guerre en Afrique du Nord.

## Publications
- Jean-Adam Moehler et l'École catholique de Tubingue (1815-1840), Paris, Armand Colin, 1913.
- Le « Simsone Grisaldo », de F.-M. Klinger. Étude suivie d'une réimpression du texte de 1776, Paris, Librairie Alcan, 1913.
- La Constitution de Weimar et le principe de la démocratie allemande. Essai d'histoire et de psychologie politiques, Strasbourg Librairie Istra,1923, 473 p. Prix de Joest de l’Académie française 1924.
- La Pensée religieuse d'Ernest Troeltsch, Strasbourg, Librairie Istra, 1923.
- L'Allemagne contemporaine (1919-1924), Paris, Librairie Alcan, 1925.
- L'Empire allemand, 1871-1900, Paris, Éditions de Boccard, 1926, 262 p.
- Beethoven, Paris, Éditions Rieder et Cie, 1930.
- L'Allemagne du Congrès de Vienne à la Révolution hitlérienne, Paris, Éditions de Cluny, 1934.
- Doctrinaires de la révolution allemande de (1918-1938). W. Rathenau, Keyserling, Th. Mann, O. Spengler, Moeller van den Bruck, le groupe de la « Tat », Hitler, A. Rosenberg, Gunther, Darré, G. Feder, R. Ley, Goebbels, Paris, Éditions Sorlot, 1938, 391 p.
- Le racisme allemand. Essai de mise au point, Paris, Carnets de l'actualité, 1939, 62 p.
- Henri Heine, Paris, Éditions sociales internationales, 1939.
- L’Allemagne. Essai d’explication, Paris, librairie Gallimard, Paris, 1940, 331 p.
- Religiosité allemande et antisémitisme, Christianisme social, Revue Internationale et sociale pour un monde chrétien, n° 4-5, avril 1953, p. 145-152.

## Distinctions
- Commandeur de la Légion d'honneur